# 日本の政権一覧
- 左：第2次石破内閣。
- 右：現在の政権の首班の石破茂。

日本の政権一覧（にほんのせいけんいちらん）は、日本の歴代政権の一覧である。
1885年（明治18年）以後の日本の内閣については、「日本国歴代内閣」を参照。
また現在の政権は内閣総理大臣 石破茂による第2次石破内閣である、また2024年10月28日時点、政権与党が自由民主党と公明党による連立のため、自公連立政権とも言われる。

## 一覧
| 統治形態               | 政権名                                 | 政治体制                                  | 実質的な指導者                                                 | 期間                 |
| ---------------------- | -------------------------------------- | ----------------------------------------- | -------------------------------------------------------------- | -------------------- |
| 不明                   | 葦原中国                               | 不明                                      | 大国主命                                                       | 上古以前（原史時代） |
| 不明                   | ヤマト王権？                           | 不明                                      | 邇芸速日命・長髄彦                                             | 上古以前（原史時代） |
| 小国もしくは豪族の連合 | 倭国（大倭）                           | 王政？ 神権政治？ 同君連合？ ヒメヒコ制？ | 倭国王                                                         | 3世紀以前            |
| ヤマト政権             | ヤマト王権                             | 不明                                      | 大王・豪族                                                     | 3世紀頃              |
| ヤマト政権             | ヤマト王権                             | 親政・専権                                | 大王・武内宿禰及び葛城襲津彦親子                               | 4世紀頃              |
| ヤマト政権             | ヤマト王権                             | 親政・専権                                | 大王・葛城氏                                                   | 4世紀 - 5世紀後半    |
| ヤマト政権             | ヤマト王権                             | 親政・専権                                | 大王・物部氏・大伴氏                                           | 5世紀後半            |
| ヤマト政権             | 大和朝廷                               | 親政・専権                                | 大王・蘇我氏・物部氏・大伴氏                                   | 5世紀後半 - 540年頃  |
| ヤマト政権             | 大和朝廷                               | 親政・専権                                | 大王・蘇我氏・物部氏                                           | 540年頃 - 587年      |
| 朝廷                   | 朝廷                                   | 親政・専権                                | 大王・蘇我馬子・厩戸皇子（聖徳太子）                           | 587年 - 622年        |
| 朝廷                   | 朝廷                                   | 親政・専権                                | 大王・蘇我氏                                                   | 622年 - 645年        |
| 朝廷                   | 朝廷                                   | 親政・専権                                | 天皇・中大兄皇子（天智天皇）                                   | 645年 - 667年        |
| 朝廷                   | 朝廷（近江朝廷）                       | 親政・専権                                | 天智天皇・中臣鎌足                                             | 667年 - 672年        |
| 朝廷                   | 朝廷（近江朝廷）                       | 親政・専権                                | 大友皇子（弘文天皇）                                           | 672年                |
| 朝廷                   | 朝廷                                   | 親政・皇親政治                            | 天皇・上皇                                                     | 672年 - 702年        |
| 朝廷                   | 朝廷                                   | 親政・専権・律令制                        | 天皇・藤原不比等                                               | 702年 - 720年        |
| 朝廷                   | 長屋王政権                             | 親政・専権・律令制                        | 天皇・長屋王                                                   | 720年 - 729年        |
| 朝廷                   | 藤原四子政権                           | 親政・専権・律令制                        | 藤原四兄弟・聖武天皇                                           | 729年 - 737年        |
| 朝廷                   | 朝廷                                   | 親政・専権・律令制                        | 聖武天皇・橘諸兄                                               | 737年 - 749年        |
| 朝廷                   | 朝廷                                   | 親政・専権・律令制                        | 孝謙天皇                                                       | 749年 - 757年        |
| 朝廷                   | 朝廷                                   | 親政・専権・律令制                        | 天皇・藤原仲麻呂                                               | 757年 - 764年        |
| 朝廷                   | 朝廷                                   | 親政・律令制                              | 称徳天皇・道鏡                                                 | 764年 - 772年        |
| 朝廷                   | 朝廷                                   | 親政・律令制                              | 治天の君                                                       | 772年 - 858年        |
| 朝廷                   | 藤原政権                               | 摂関政治・律令制                          | 藤原氏                                                         | 858年 - 891年        |
| 朝廷                   | 寛平の治                               | 親政・律令制                              | 宇多天皇                                                       | 891年 - 896年        |
| 朝廷                   | 延喜の治                               | 親政・律令制                              | 醍醐天皇                                                       | 896年 - 930年        |
| 朝廷                   | 藤原政権                               | 摂関政治・王朝国家                        | 藤原忠平                                                       | 930年 - 949年        |
| 朝廷                   | 天暦の治                               | 親政・摂関政治・王朝国家                  | 村上天皇・藤原氏                                               | 949年 - 967年        |
| 朝廷                   | 藤原政権                               | 摂関政治・王朝国家                        | 藤原氏                                                         | 967年 - 1068年       |
| 朝廷                   | 朝廷                                   | 親政・王朝国家                            | 治天の君                                                       | 1068年 - 1086年      |
| 朝廷                   | 朝廷                                   | 院政・王朝国家                            | 治天の君・法皇                                                 | 1086年 - 1167年      |
| 武家政権               | 平氏政権                               | 武家政治                                  | 後白河法皇・平清盛                                             | 1167年 - 1179年      |
| 武家政権               | 平氏政権                               | 武家政治                                  | 伊勢平氏                                                       | 1179年 - 1183年      |
| 武家政権               | 源氏政権                               | 武家政治                                  | 源義仲                                                         | 1183年 - 1184年      |
| 武家政権               | 朝廷                                   | 院政                                      | 後白河法皇                                                     | 1183年 - 1185年      |
| 武家政権               | 朝廷                                   | 院政                                      | 後白河法皇                                                     | 1185年 - 1192年      |
| 武家政権               | 鎌倉幕府                               | 武家政治                                  | 九条兼実・源頼朝                                               | 1192年 - 1196年      |
| 武家政権               | 鎌倉幕府                               | 武家政治                                  | 後鳥羽天皇・源頼朝                                             | 1196年 - 1198年      |
| 武家政権               | 鎌倉幕府                               | 武家政治                                  | 後鳥羽上皇・清和源氏                                           | 1198年 - 1219年      |
| 武家政権               | 鎌倉幕府                               | 武家政治                                  | 後鳥羽上皇・北条政子                                           | 1219年 - 1221年      |
| 武家政権               | 鎌倉幕府                               | 武家政治・執権政権                        | 北条氏                                                         | 1221年 - 1285年      |
| 武家政権               | 鎌倉幕府                               | 武家政治・得宗専制                        | 北条氏                                                         | 1285年 - 1311年      |
| 武家政権               | 鎌倉幕府                               | 武家政治・得宗専制                        | 北条氏・内管領                                                 | 1311年 - 1333年      |
| 朝廷                   | 建武政権                               | 親政                                      | 後醍醐天皇                                                     | 1333年 - 1336年      |
| 朝廷                   | 南朝                                   | 親政                                      | 治天の君                                                       | 1336年 - 1392年      |
| 武家政権               | 北朝                                   | 親政・武家政治                            | 治天の君・足利氏                                               | 1336年 - 1392年      |
| 武家政権               | 室町幕府                               | 武家政治・守護領国制                      | 足利氏                                                         | 1392年 - 1493年      |
| 武家政権               | 細川政権・各地の戦国大名               | 武家政治・大名領国制                      | 細川氏・各地の戦国大名                                         | 1493年 - 1549年      |
| 武家政権               | 三好政権・各地の戦国大名               | 武家政治・大名領国制                      | 三好氏・各地の戦国大名                                         | 1549年 - 1568年      |
| 武家政権               | 織田政権・各地の戦国大名               | 武家政治・大名領国制                      | 織田信長・各地の戦国大名                                       | 1568年 - 1585年      |
| 武家政権               | 豊臣政権                               | 武家政治                                  | 豊臣氏                                                         | 1585年 - 1603年      |
| 武家政権               | 江戸幕府                               | 武家政治・幕藩体制                        | 徳川氏                                                         | 1603年 - 1867年      |
| 政府                   | 日本国政府（太政官）                   | 君主制                                    | 明治天皇・太政大臣・藩閥                                       | 1867年 - 1885年      |
| 政府                   | 大日本帝国政府（帝国議会・内閣）       | 立憲君主制                                | 天皇・内閣総理大臣・藩閥・与党・軍部                           | 1885年 - 1945年      |
| 特殊占領               | 連合国軍最高司令官総司令部（GHQ/SCAP） | 占領行政                                  | 連合国軍最高司令官                                             | 1945年 - 1952年      |
| 政府                   | 日本国政府（国会・内閣）               | 議院内閣制・象徴天皇制                    | 自由党 ・内閣                                                  | 1952年 - 1954年      |
| 政府                   | 日本国政府（国会・内閣）               | 議院内閣制・象徴天皇制                    | 日本民主党・内閣                                               | 1954年 - 1955年      |
| 政府                   | 日本国政府（国会・内閣）               | 議院内閣制・象徴天皇制                    | 自由民主党・内閣総理大臣・内閣（55年体制）                     | 1955年 - 1993年      |
| 政府                   | 日本国政府（国会・内閣）               | 議院内閣制・象徴天皇制                    | 細川内閣・羽田内閣・連立与党                                   | 1993年 - 1994年      |
| 政府                   | 日本国政府（国会・内閣）               | 議院内閣制・象徴天皇制                    | 村山内閣・橋本内閣（自社さ連立政権）                           | 1994年 - 1998年      |
| 政府                   | 日本国政府（国会・内閣）               | 議院内閣制・象徴天皇制                    | 自由民主党・公明党を中心とした連立政権（自由党・保守党）       | 1998年 - 2009年      |
| 政府                   | 日本国政府（国会・内閣）               | 議院内閣制・象徴天皇制                    | 民主党政権（鳩山・菅・野田内閣）・連立与党国民新党・社会民主党 | 2009年 - 2012年      |
| 政府                   | 日本国政府（国会・内閣）               | 議院内閣制・象徴天皇制                    | 自由民主党・公明党連立政権（自公連立政権） 現職石破茂          | 2012年 -             |

### 地方政権など
- 出雲政権
- 奴国
- 伊都国
- 邪馬台国・投馬国・狗奴国 - 所在地不明
- 秦王国
- 穴門国
- 後南朝
- 西幕府
- 放生津幕府
- 堺幕府
- 鎌倉府（関東公方）
- 鞆幕府
- 教会領長崎
- 奥羽越列藩同盟
- 蝦夷共和国

#### 沖縄・南西諸島
- 琉球王国
  - 中山王国
    - 天孫氏王朝
    - 舜天王朝
    - 英祖王朝
    - 察度王朝
    - 尚氏王朝

  - 北山王国
  - 南山王国
- 八重山自治会
- 琉球列島米国民政府
- 琉球臨時中央政府
- 琉球政府
- 臨時北部南西諸島政庁

### 記紀
- 葦原中国
- 高天原
- 根の国
- 日向三代
- 饒速日命による政権

### 仮説上の政権
- 日高見国
- 河内王朝
- 越前王朝
- 播磨王朝
- 丹後王国
- 吉備政権
- 北陸朝廷
- 美作後南朝